# Marta

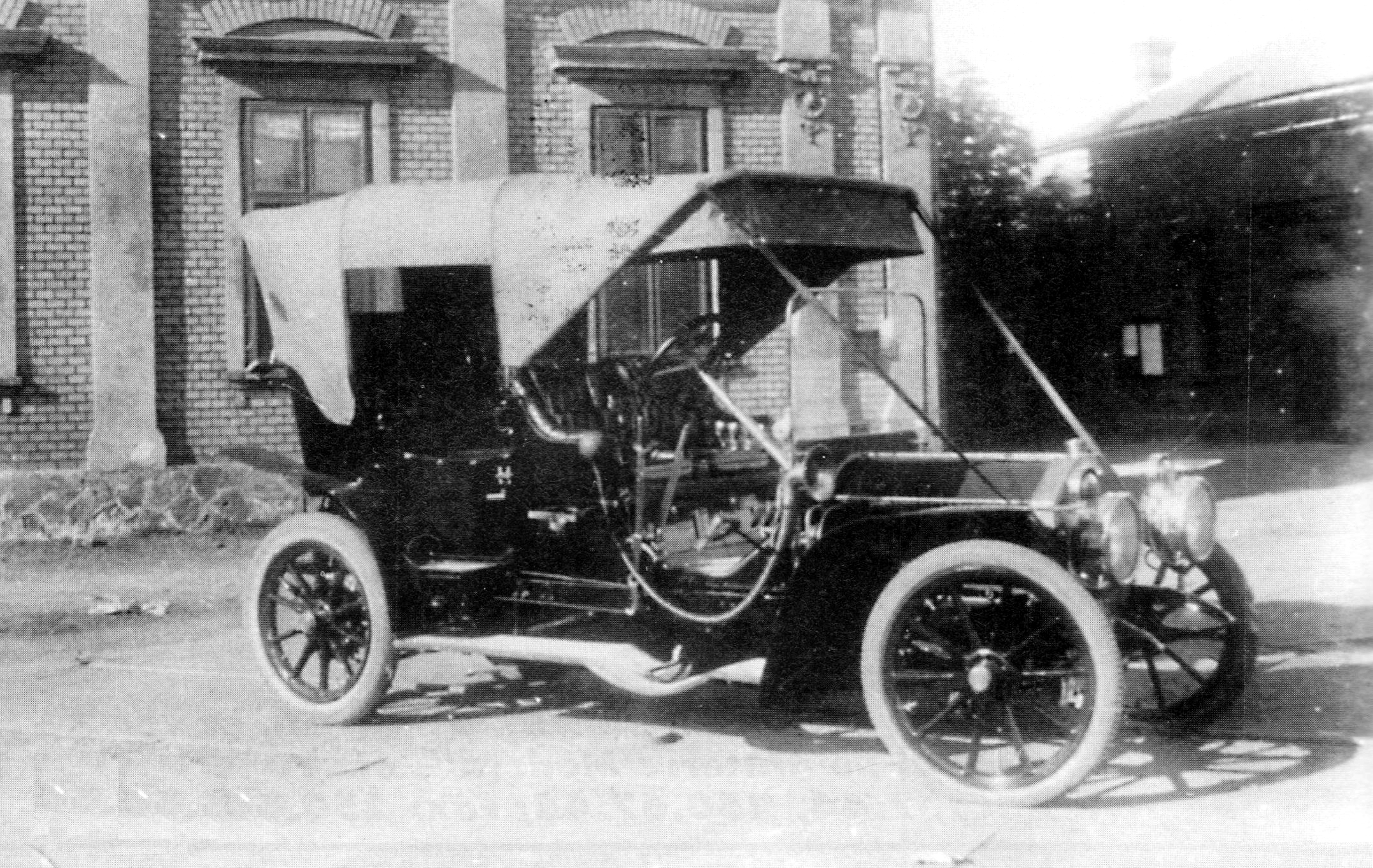
Marta cu caroserie dublu-phaeton din anul 1910

Marta este acronimul pentru Magyar Automobil Részvény Társaság Arad, prima fabrică de automobile în Regatul Ungar, înființată în 1909 la Arad, ca sucursală a firmei americane Westinghouse, prin intermediul filialei franceze din Le Havre. Firma producea diferite modele de autoturisme printre care și un autoturism autohton denumit "Márta".
În anul 1908 s-a înființat la Arad o fabrică de automobile, numită MARTA. Firma franceză Westinghouse, din Le Havre, filială a Firmei Westinghouse din SUA, a construit fabrica pe un teren pus la dispoziție de Primăria Arad. MARTA este prescurtarea de la Magyar Automobil Részvény Társaság Arad. Aici se fabricau motoare pentru utilaje feroviare, Autobuze cu și fără etaj, Camioane de 3 și 5 tone și din 1910 Autoturisme în mai multe forme de caroserie. Motoarele erau de 4 cilindri, de 20 CP, 30 CP și 40 CP. Cele de 20 și 30 CP aveau transmisia prin cardan, iar cele de 40 CP aveau transmisia prin lanț.
Orașul Arad a comandat opt „auto-omnibuze”, iar Westinghouse le-a livrat. Aceste autobuze nu au fost asamblate la Arad Pál Fehér, care a lucrat în cadrul companiei din 1912, notează în memoriile sale: „ circulau atât de puține autobuze Westinghouse încât nu ar fi meritat să le pregătească și să le fabrice la Arad”. O dovadă în plus este studiul lui Jenő Markhót, consilier al Ministerului Comerțului, din 1921, conform căruia camioanele se fabricau în Arad abia din 1912.
Până în anul 1912 s-au fabricat 150 de autoturisme, în același an Westinghouse intră în faliment, iar fabrica este preluată de AUSTRO DAIMLER. După preluare, se fabrică mașini Austro Daimler în licență, tot cu numele de Marta. Mai ales Marta Taxi se bucură de un succes deosebit, mașină cu patru cilindri, 2.500 cmc, cu o putere de 18 sau 22 CP se exportă în toată Europa Centrală. În Arad în anul 1936 mai circulă un astfel de Marta, care avea peste un milion de kilometri parcurși! 
Din 1912 se fabrică și camioane Daimler, care poartă și steaua bine cunoscută. Din 1908-1914 se fabrică peste 650 de autoturisme și autobuze. După începerea primului Război Mondial, nu se mai fabrică decât motoare de avion. În anul 1918, după terminarea războiului, Transilvania este alăturată Regatului României. Se rupe legătura cu firma Daimler. MARTA și Fabrica de vagoane WEITZER sunt unite în SOCIETATEA ASTRA. Marta se numește de acum Fabrica de Motoare și se fabrică autoturisme,camioane, stropitoare, cu motoare pe benzină și gaz metan. 
După proiectul inginerului Ștefan Protopopescu se fabrică un avion de recunoaștere, numit ASTRA-PORTO, care avea motor HISPANO-SUIZA de 300 CP. Armata Română a comandat 25 de bucăți. La comandă au mai fost construite câteva autobuze luxoase, cu motor 4 cilindri, de 8.000 cmc, care dezvoltau 60 CP.
În anul 1926 se desființează fabrica, se demontează utilajele, se transportă la Brașov, unde se înființează ÎNTREPRINDEREA AERONAUTICĂ ROMĂNĂ (IAR).